# Milcíades Morel
Milcíades Morel (Coronel Oviedo, 9 settembre 1953) è un ex calciatore paraguaiano, di ruolo attaccante.

## Carriera

### Club
Ha giocato nella massima serie dei campionati paraguaiano e spagnolo.

### Nazionale
Dal 1977 al 1983 ha disputato 22 partite in Nazionale, partecipando a due edizioni della Copa América.